# ポリス・ストーリー REBORN
『ポリス・ストーリー REBORN』（ポリス・ストーリー リボーン、原題：机器之血、英題：Bleeding Steel）は、2017年の中国・香港合作映画。ジャッキー・チェン主演のSFアクション映画である。
邦題には「ポリス・ストーリー」とあるが、「ポリス・ストーリー（警察故事）」シリーズの作品ではない。ただし主題歌が『ポリス・ストーリー/香港国際警察』と同じ「英雄故事」であり、同作と同一の世界観とする向きもある。日本では『ポリス・ストーリー』ユニバース10本目を飾る記念作として公開された。

## ストーリー
白血病で死の直前の幼い娘シーシーを病院に残したまま、遺伝学者のジェームズ博士の警護作戦に向かったリン（ジャッキー・チェン）。そのジェームズ博士の実験体だったアンドレ（カラン・マルヴェイ）率いる黒ずくめの犯罪組織との対決でリンは自らの命を懸けて大爆破と共に消えた。それから13年後この事件を元ネタにした小説が出版された。その著者から小説の元のデータを盗みに来た謎のハッカー・リスン（ショウ・ルオ）はデータを盗むのに成功したが、そこに13年前の事件で細菌に感染し、復讐に燃えるアンドレの手下の女殺し屋（テス・ハウブリック）と、覆面姿の男が現れた。その男こそ13年前に命を懸けた大爆破で瀕死の重傷から復活を遂げ、事件を機に正体を隠していたリンだった。そんな中、リスンは盗み出したデータを基に事件の鍵を握る女子大生ナンシー（オーヤン・ナナ）に接触する。ナンシーは悪夢に悩まされ、魔女と呼ばれる心霊術者から治療を受けていた。しかしその悪夢が巡り巡って小説の元ネタになったことがあきらかになる。

## キャスト
※括弧内は日本語吹替
- リン - ジャッキー・チェン（石丸博也）
- リスン - ショウ・ルオ（豊永利行）
- ナンシー（シーシー） - オーヤン・ナナ（美山加恋）
- スー - エリカ・シアホウ（木下紗華）
- アンドレ - カラン・マルヴェイ（楠大典）
- 女殺し屋 - テス・ハウブリック（英語版）（朴璐美）

## スタッフ
- 監督：レオ・チャン
- 製作総指揮：ジャッキー・チェン
- 脚本：レオ・チャン、エリカ・シアホウ、ツイ・シウェイ
- 撮影：トニー・チャン、ジャック・ジアン
- 美術：メイチン・フアン
- 編集：コン・チーリョン、レオ・チャン
- 音楽：ポン・フェイ
- 衣装：シュー・リーウェン
- カースタント・特殊効果：ブルース・ロウ